# Псалом 40(41)

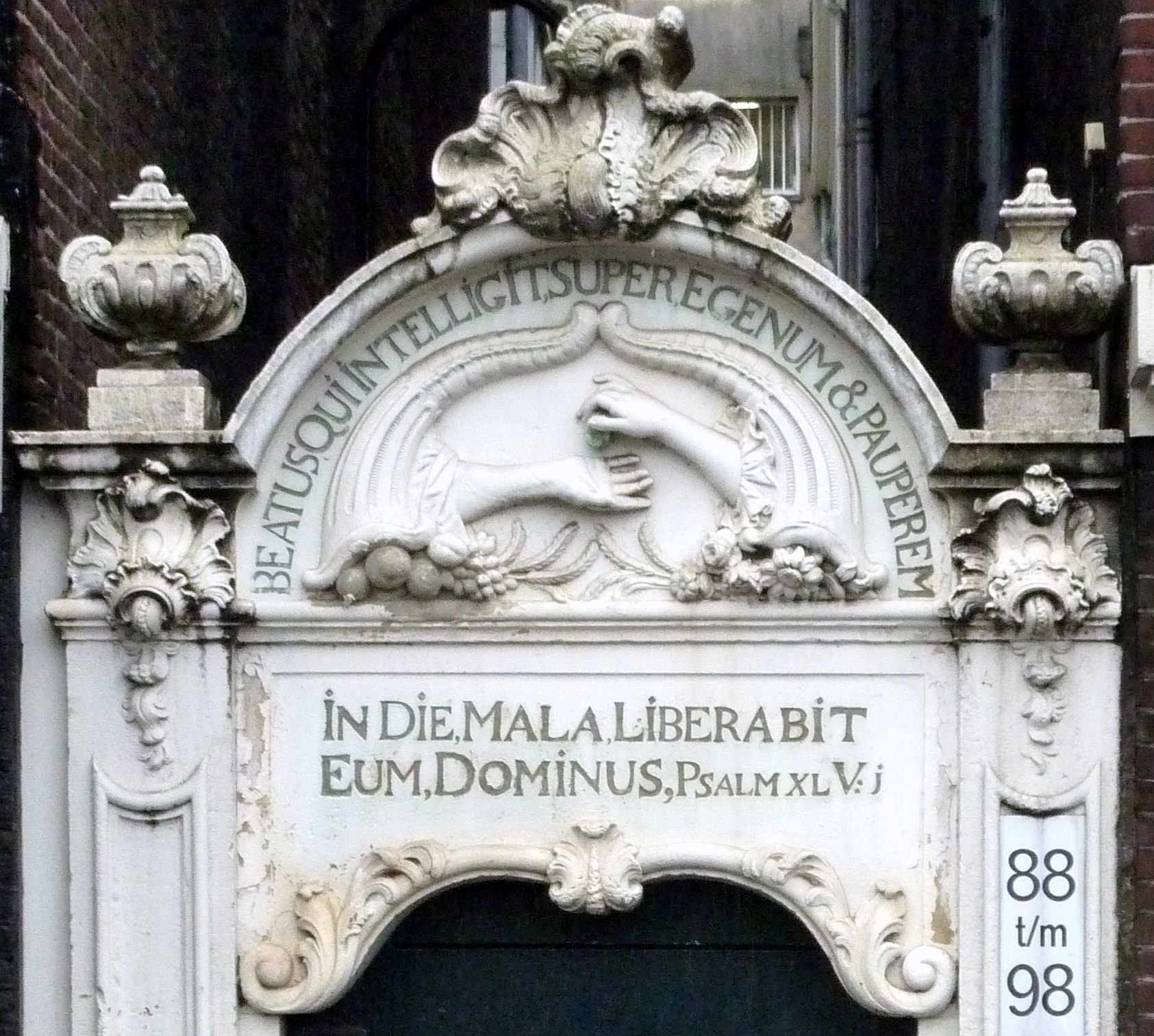
Напис латиною «Блаженний, хто дбає про вбогого [ і жебрака] в день нещастя Господь порятує його!»

Сороковий псалом  — 40-й псалом з книги Псалмів (41-й у масоретській нумерації). Відомий з латинського інципіту Beatus qui intelligit.
Псалом є особистою молитвою страждаючого праведника, який несправедливо був звинувачений, що просить у Бога визволити його від бід. Тут порівнюються  уявлення про благословення тих, хто реально допомагає бідним, а також чи дійсно  люди які співчутливі отримують особливу милість від  Бога.
З християнської точки зору псалом 40 містить месіанський фрагмент: «Навіть приятель мій, на якого надіявся я, що мій хліб споживав, підняв проти мене п'яту!» (Пс 40:10). Фрагмент цього уривка в Новому Заповіті (Ів. 13:18) цитує Ісус Христос, маючи на увазі зраду Юди Іскаріота .

## Текст
| вірш | Оригінальний іврит                                                                    | Український переклад Івана Огієнка                                                                                      | Вульгата латинською                                                                                                   |
| ---- | ------------------------------------------------------------------------------------- | --- | --- |
| 1    | לַמְנַצֵּחַ, מִזְמוֹר לְדָוִד                                                                     | [Для дириґетна хору. Псалом Давидів.]                                                                                   | |
| 2    | אַשְׁרֵי, מַשְׂכִּיל אֶל-דָּל; בְּיוֹם רָעָה, יְמַלְּטֵהוּ יְהוָה                                              | Блаженний, хто дбає про вбогого, в день нещастя Господь порятує його!                                                   | Beatus qui intellegit super egenum et pauperem in die mala liberabit eum Dominus                                      |
| 3    | יְהוָה, יִשְׁמְרֵהוּ וִיחַיֵּהוּ--יאשר (וְאֻשַּׁר) בָּאָרֶץ; וְאַל-תִּתְּנֵהוּ, בְּנֶפֶשׁ אֹיְבָיו                          | Господь берегтиме його та його оживлятиме, буде блаженний такий на землі, і Він не видасть його на поталу його ворогам! | Dominus conservet eum et vivificet eum et beatum faciat eum in terra et non tradat eum in animam inimicorum eius      |
| 4    | יְהוָה--יִסְעָדֶנּוּ, עַל-עֶרֶשׂ דְּוָי; כָּל-מִשְׁכָּבוֹ, הָפַכְתָּ בְחָלְיוֹ                                        | На ложі недуги подасть йому сили Господь, усе ложе йому перемінить в недузі його.                                       | Dominus opem fairet illi super lectum doloris eius universum stratum eius versasti in infirmitate eius                |
| 5    | אֲנִי-אָמַרְתִּי, יְהוָה חָנֵּנִי; רְפָאָה נַפְשִׁי, כִּי-חָטָאתִי לָךְ                                          | Я промовив був: Господи, май же Ти милість до мене, вилікуй душу мою, бо я перед Тобою згрішив!                         | Ego dixi Domine miserere mei sana animam meam quoniam peccavi tibi                                                    |
| 6    | אוֹיְבַי—יֹאמְרוּ רַע לִי; מָתַי יָמוּת, וְאָבַד שְׁמוֹ                                                 | Вороги мої кажуть на мене лихе: Коли вмре та загине імення його?                                                        | Inimici mei dixerunt mala mihi quando morietur et peribit nomen eius                                                  |
| 7    | וְאִם-בָּא לִרְאוֹת, שָׁוְא יְדַבֵּר--לִבּוֹ, יִקְבָּץ-אָוֶן לוֹ; יֵצֵא לַחוּץ יְדַבֵּר                               | А коли хто приходить відвідати, мовить марне: його серце збирає для себе лихе, і як вийде надвір, то говорить про те... | Et si ingrediebatur ut videret vane loquebatur cor eius congregavit iniquitatem sibi egrediebatur foras et loquebatur |
| 8    | יַחַד--עָלַי יִתְלַחֲשׁוּ, כָּל-שֹׂנְאָי; עָלַי--יַחְשְׁבוּ רָעָה לִי                                           | Всі мої вороги між собою шепочуться разом на мене, на мене лихе замишляють:                                             | In id ipsum adversum me шепоче omnes inimici mei adversus me cogitabant mala mihi                                     |
| 9    | דְּבַר-בְּלִיַּעַל, יָצוּק בּוֹ; וַאֲשֶׁר שָׁכַב, לֹא-יוֹסִיף לָקוּם                                           | Негідна річ тисне його, а що він поклався то більше не встане!...                                                       | Verbum iniquum constituteunt adversus me numquid qui dormit non adiciet ut resurgat                                   |
| 10   | גַּם-ense שְׁלוֹמִי, אֲשֶׁר-בָּטַחְתִּי בוֹ-- אוֹכֵל לַחְמִי; הִגְדִ׷ּל ע׸ּל גַּם-ense שְׁלוֹמִי, אֲשֶׁר-בָּטַחְתִּי בוֹל לַחְמִי; | Навіть приятель мій, на якого надіявся я, що мій хліб споживав, підняв проти мене п'яту!                                | Etenim homo pacis meae in quo speravi qui edebat panes meos magnificavit super me subplantationem                     |
| 11   | וְאַתָּה יְהוָה, חָנֵּנִי וַהֲקִימֵנִי; וַאֲשַׁלְּמָה לָהֶם                                                   | Але, Господи, помилуй мене, і мене підійми, і я їм відплачу,                                                            | Tu autem Domine miserere mei et resurcita me et retribuam eis                                                         |
| 12   | בְּזֹאת יָדַעְתִּי, כִּי-חָפַצְתָּ בִּי: כִּי לֹא-יָרִיעַ אֹיְבִי עָ                                             | із того довідаюся, що Ти любиш мене, коли надо мною сурмити не буде мій ворог.                                          | In hoc cognovi quoniam voluisti me quoniam non gaudebit inimicus meus super me                                        |
| 13   | וַאֲנִי--בְּתֻמִּי, תָּמַכְתָּ בִּי; וַתַּצִּיבֵנִי לְפָנֶיךָ לְעוֹלָם                                              | А я через невинність мою Ти підсилиш мене, і перед обличчям Своїм ти поставиш навіки мене!                              | Me autem propter innocentiam suscepisti et confirmasti me in conspectu tuo in aeternum                                |
| 14   | בָּרוּךְ יְהוָה, אֱלֹהֵי יִשְׂרָאֵל--מֵהָעוֹלָם, וְעַד הָעוֹמןָם: אמ                                         | Благословенний Господь, Бог ізраїлів, від віку й до віку! Амінь і амінь!                                                | Benedictus Dominus Deus Israel a saeculo et in saeculum fiat fiat                                                     |

## Особливості
Цей псалом завершує першу (з 1 по 40) з п'яти книг, що в цілому складають книгу Псалмів   . Кожна з таких книг закінчується славослів'ям, воно також є заключним славослів'ям усіх зборів псалмів. У 40  псалмі це є 14-й вірш   .

## Контекст
Автором псалма є Давид   . Біблеїсти відносять цей псалом до часів повстання проти Давида його сина Авесалома . А в 10-му вірші псалма згадується  «приятель мій», що «підняв п'яту» на Давида вважають зрадника Ахітофела     . Равіністичне тлумачення псалма також співвідносять ці події із змовою Авессалома за участю Ахітофела  .

## Зміст
Перша частина псалма містить роздуми про необхідність співчутливого ставлення до бідних, які потребують допомоги. З 5-го вірша псалмоспівець звертається до думок про своїх ворогів і зрадників, які прагнуть його смерті. Псалом завершується молитвою Богу про безпеку автора і відплату його ворогам .

### Вірші 2-4
Існує припущення, що у 2-му вірші Давид говорить про себе, однак говорить він у третій особі, що свідчить про його смиренність перед Господом . Давид розмірковує про те, наскільки блаженний  той чоловік, який дбає про бідних . До таких людей у день лиха на допомогу прийде Сам Господь. Бог не залишить без уваги доброї й чуйної людини, навіть на одрі хвороби. І саме «ложе недуги» Бог перемінить на «ложе одужання» (так слід розуміти закінчення 4-го вірша) .

### Вірші 5-10
Давид допомагав бідним, але перебуваючи в нужді, не отримав обіцяної допомоги від Господа. Однак, Давид закликає Господа не про справедливість, а про милість «Господи, май же Ти милість до мене» .
Багато раз в псалмах Давид виражає покаяння у своєму гріху і просить Бога про зцілення його душі. Згадка про душу в 5-му вірші підкреслює, що поряд з фізичним зціленням, псалмоспівець потребує і здобуття душевного спокою, оскільки гріх обтяжував його  .
Далі Давид скаржиться на своїх ворогів, які чекають на його смерть (вірш 6) і на лицемірство тих, хто приходить відвідувати  його, але вірять наклепу і поширюють  брехню про нього. .
Під «приятелем моїм» , який «підняв п'яту»  у 10-му вірші бібліїсти, як правило, розуміють Ахітофела . Він був наближеним радником і, мабуть, родичем Давида.
Під час повстання Авесалома Ахітофел перейшов на його бік. Він дав дві поради Авесалому, обидві з яких були вірними. Перша порада (увійти до наложниць батька, тим самим відрізавши собі шляхи до відступу 2Сам. 16:21 ) узурпатор виконав, а другу  знехтував. Ахітофел пропонував негайно наздогнати Давида і вбити його ( 2Сам. 17:1-3 ), проте Хушай, застереживши  царського сина, запропонував спершу зібрати якнайбільше сил. Це дозволило Давидові та його нечисленним супутникам втекти. Дізнавшись про це, Ахітофел повернувся до рідного дому, до свого міста та й повісився, і помер, і був похований у гробі свого батька.  .
Зрада Ахітофела представлена в псалмі як вчинок друга, який «їв хліб», тобто був удостоєний близького особистого спілкування, але знехтував цією частиною  . Деякі коментатори вважають, що псалом 40(41) написаний з одного й того ж приводу (повстання Авесалома і зраді Ахітофела), що і псалом 54   . І тут оцінка вчинку Ахітофела в псалмі 54 ( Пс 54:22 та Пс 54:24 ) видається більш зрозумілою  .
Слова Давида про Ахітофела пізніше цитував Ісус Христос щодо Юди Іскаріота. Докладніше про значення цієї цитати Ісуса див. у розділі «У Новому Заповіті» .

### Вірші 11-12
Давид молить Бога про своє зцілення і про відплату  своїм ворогам. Попри слова «я їм відплачу» в 11 вірші, загалом у псалмі ясно виражена думка, що відплата довірена Господу  . Для Давида такий перебіг справ стане знаком благовоління Господнього  .

### Вірші 13-14
Давид звертається до Господа в молитві про свою підтримку  та можливість свого перебування перед обличчям  Господнім навіки. Деякі богослови схильні розуміти слова «навіки» буквально, як вічне перебування Давида поблизу Бога. Псалом (а разом з ним і вся 1-а книга Псалмів ) завершується славослів'ям на адресу Господа  .

## У Новому Заповіті

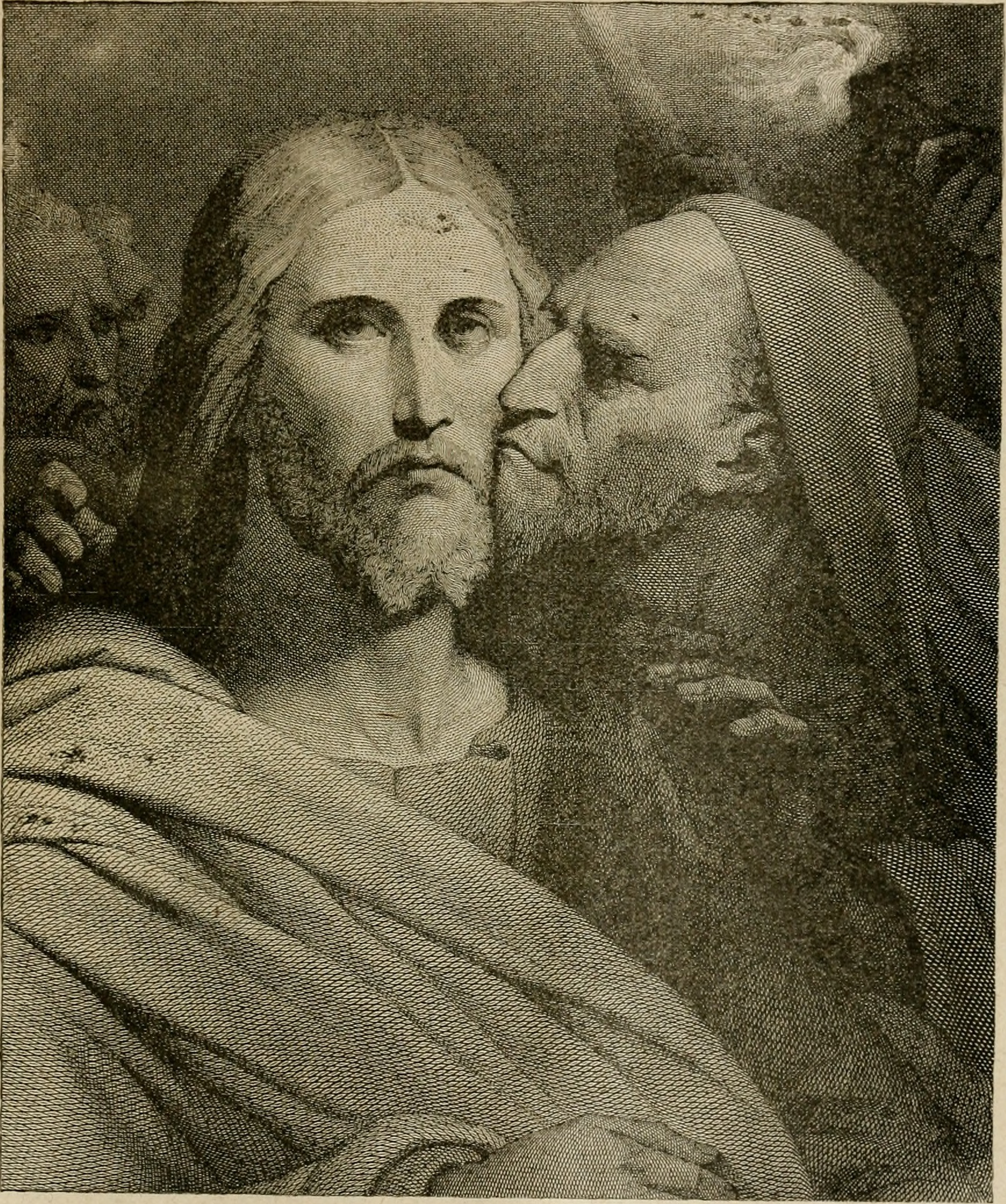
Поцілунок Юди. «Хто хліб споживає зо Мною, підняв той на Мене п'яту свою!»

«Навіть приятель мій, на якого надіявся я, що мій хліб споживав, підняв проти мене п'яту!» ( Пс 40:10 ) ⇒ «Не про всіх вас кажу. Знаю Я, кого вибрав, але щоб збулося Писання: Хто хліб споживає зо Мною, підняв той на Мене п'яту свою!» ( Ів. 13:18 ).
У 13-й главі Євангелія від Івана йдеться про очищення учнів (обмивання ніг в Ів. 13:1-17 ), так і метафоричному (виявлення  зрадника в Ів. 13:18-30 )  . Для читача Євангелії факт зради Юди не був новиною, у попередніх главах його роль вже була позначена. Примітно, що Ісус, цитуючи псалом, не використав слова «на якого надіявся я», оскільки знав, що Юда є ненадійним учнем( Ів. 6:70-71 )  .
Хоча учні подумали, що Ісус відправив Юду з якимось невинним дорученням ( Ів. 13:27-29 ), однак Сам Ісус знав, що відпускає його для здійснення зради  . Безславний кінець Юди після зради нагадує загибель Ахітофела, який також убив себе шляхом повішення  .
Тим часом в 13-й главі  Євангелія від Івана акцент зроблено на те, що Ісусові заздалегідь було відомо про майбутню зраду. В юдаїзмі слова «Хто хліб споживає зо Мною» свідчило про близьку дружбу, а «підняв той на Мене п'яту свою» означає підступну зраду. Виявилося, що ворог у Ісуса був у найближчому оточенні, а коли Його схопили, то Він залишився зовсім один і тільки Отець перебував з Ним ( Ів. 16:32 )  .
Використання цитати з псалма відображає месіанське самоусвідомлення Ісуса, виконання ним ролі страждаючого Месії  . Цитуючи псалом, Ісус показував, що у зраді Юди має здійснитися стародавнє пророцтво  . Таким чином Ісус постає не безпорадною жертвою віроломної зради, але Месією, посланим Богом-Отцем для виконання Божого задуму і тим, хто йде назустріч хресній смерті, спокійно і без страху  .